# شاكر الأنباري
شاكر حسين حميد الأنباري كاتب روائي عراقي، ولد في عام 1957 في الرمادي مركز محافظة الأنبار العراقية، أمضى طفولته في مدينة النجف. حاصل على شهادة البكلوريوس في الهندسة المدنية من جامعة السليمانية العراقية عام 1979، كتب في صحف عربية وعراقية عديدة، غادر العراق عام 1982 حاملاً مخطوطات رواياته، ولم تصدر الأولى منها “شجرة العائلة” إلا في عام 1994في دمشق وهي مطقة منفاه الأولى، لتتوالى بعدها: “ليالي الكاكا”، “الكلمات الساحرات”، “بلاد سعيدة”، “الراقصة”، “نجمة البتاوين”. عاش في سورية والدنمارك ولبنان وإنكلترا والبرازيل والعراق، واستقر أخيراً في كوبنهاغن عاصمة مملكة الدانمارك وهومقيم فيها حاليا. دمر صاروخ أمريكي منزل أسرته تماما وقتل معه أحد عشر شخصا، وأصاب نحو ثلاثين آخرين، وفقد شاكر الانباري، والده الشيخ حسين حميد الانباري ووالدته واثنين من إخوانه واثنين من أبنائهم وعددا من أبناء أعمامه وأقربائه. عاد إلى العراق عام 2003 قبل أن يعود مرة أخرى عام 2007 إلى الدنمارك.

## العضويات والنشاطات
- رئيس تحرير مجلة تواصل في هيئة الإعلام والاتصالات المهتمة بالإعلام، بغداد/ من 2010 إلى 2013.
- عضو اتحاد الكتاب العرب.
- عضواتحاد الأدباء والكتاب العراقيين.
- عضو جمعية القصة والرواية.[4]
- عمل سكرتير تحرير في دار المدى في 1996 /دمشق
- عمل في جريدة المدى / بغداد
- مسؤول القسم الثقافي في جريدة الصباح العراقية/ 2004
- مسؤول القسم الثقافي في جريدة الصباح الجديد العراقية عام 2005
- كتب في جريدة الحياة/ السفير/ المدى/ الصباح/ المستقبل اللبنانية/ موقع المدن، وغيرها من الصحف

## البداية والنشأة
نشأ الكاتب في قرية تقع على ضفاف نهر الفرات، تبعد عن المدينة عشرات الكيلومترات. هذا ما جعله في تماسّ مباشر مع الأشجار والنباتات والسمك والطيور. حيث كان يعرف اسم كل نبتة في محيطه وصوت كل طائر يعبر الأفق، ويقضي سكان القرية لياليها في رواية الحكايات والأساطير ونوادر ما يجري بين الفلاحين، من هنا نشأ لديه حُب القصص والروايات، ويعتبر من الجيل الثاني المتعلم في العائلة، وبسبب جفاف الأيام، وتكرارها الثقيل، اتجه إلى الكتاب، والقصص بصورة خاصة، فهي تنقله إلى عالم آخر خصب الخيال، ممتلئ بالمدن الضاجّة بالمغامرات والنساء والأحداث، وأسهم كل ذلك في توجهه نحو الكتابة. أصدر خمس مجموعات قصصية، ثم كرس نفسه للرواية تماماً، بعد أن وجد أن القصة لم تعد تستوعب رؤيته للحياة، وأصبحت ضيقة على تجربته الحياتية المتشعبة التي مرت بانتقالات مكانية عديدة. أثرت دراسته للهندسة على نصوصه الروائية فهو عادة ما يضع مخططاً عاماً للرواية، يتغير المخطط كلما واصل الكتابة فإنجاز رواية ما بالنسبة له، يمر بمراحل عدة، يأتي في مقدمتها المخطط العام، ثم تفاصيل لاحقة تتوالد من تعاقب الفصول وتبلور الشخصيات حتى أصل النهاية، لتكتمل لديه الكتابة الأولى. وعلى ضوء النسخة الأولى يعيد المخطط بصورته الجديدة، ثم يتابع قراءته وأكتشف الثغرات والأماكن التي تتطلب إضافات أو سد ثغرات، توسيع مشهد أو اختصاره، تعميق شخصية ما أو تشذيبها، حتى يكمل الكتابة الثانية. بعد ذلك تأتي مرحلة الإنهاء، أي تأهيل النص للنسخة النهائية، كل ما سبق يعتمد على رؤية هندسية تعتني بالتناسب، والتناظر، ومراكز الثقل في النص، والروابط الداخلية، والمسار العام للأحداث. وهذا يتطلب رؤية هندسية للنص، والهندسة كما هو معروف لا تقبل الاستفاضات والزوائد والترهلات خاصة في تناسب الجملة مع الفكرة، أو البناء الداخلي للجمل وحواملها الفكرية والجمالية. فهو يرى أن الهندسة نافعة حين تصل إلى تشذيب شطحات الخيال وانفلاته عن المنطق.

## النتاج الأدبي
تنوع نتاجه الأدبي بين التأليف والترجمة وكتابة القصص والروايات:
| العنوان                                      | اللغة   | الناشر                          | سنة النشر | عدد الصفحات | الترقيم الدولي       | مصدر   |
| -------------------------------------------- | ------- | ------------------------------- | --------- | ----------- | -------------------- | ------ |
| عربة توينبي                                  | العربية | دار المدى                       | 1996      | 110         | (ردمك 0553279572)    |        |
| مسامرات جسر بزيبز                            | العربية | منشورات المتوسط                 | 2017      | 208         | (ردمك 9788899687465) |        |
| أقسى الشهور                                  | العربية | منشورات المتوسط                 | 2019      | 286         | (ردمك 9788885771994) | [ 5 ]  |
| الراقصة                                      | العربية | دار المدى                       | 2003      | 144         | (ردمك 284305688)     | [ 6 ]  |
| ليالي الكاكا                                 | العربية | دار المدى                       | 2002      | 215         | (ردمك 284305513X)    | [ 7 ]  |
| نجمة البتاوين                                | العربية | دار المدى                       | 2010      | 223         | (ردمك 9782843080432) | [ 8 ]  |
| مثل برق خبا                                  | العربية | دار تأويل                       | 2021      | 208         |                      |        |
| دولة على مفترق                               | العربية | دار آراس                        | 2011      | 211         |                      |        |
| المريخ جنة                                   | العربية | الهيئة السورية العامة للكتاب    | 2009      | 296         |                      |        |
| الكلمات الساحرات                             | العربية | دار التكوين                     | 2008      | 117         |                      | [ 9 ]  |
| بلاد سعيدة                                   | العربية | التكوين للطباعة                 | 2008      | 188         |                      | [ 10 ] |
| ثقافة ضد العنف؛ إطلالة على عراق ما بعد الحرب | العربية | معهد الدراسات الستراتيجية       | 2007      | 381         |                      | [ 11 ] |
| أسوار أوروك                                  | العربية | نينوى                           | 2003      | 124         |                      |        |
| كتاب ياسمين                                  | العربية | المؤسسة العربية للدراسات والنشر | 2000      | 207         |                      |        |
| تشكيل شامي                                   | العربية | دار المدى                       | 1997      | 158         |                      | [ 12 ] |
| الواح                                        | العربية | دار المدى                       | 1995      | 143         |                      | [ 13 ] |
| أنا والمجنون                                 | العربية | دار الكنوز                      | 1995      | 216         |                      |        |
| الديمقراطية التوافقية مفهومعا ونماذجها       | العربية | مؤسسة هنداوي                    |           | 97          |                      | [ 14 ] |
| شجرة العائلة                                 | العربية |                                 |           | 77          |                      |        |
| مواطن الاسرار                                | العربية | المؤسسة العربية للدراسات والنشر |           |             |                      | [ 15 ] |